# Österreichische Beteiligungs AG
Österreichische Beteiligungs AG (ÖBAG) er et østrigsk statsejet holdingselskab, der fungerer som en statslig investeringsfond. Der investeres i statsejede eller delvist statsejede østrigske virksomheder. Hovedkvarteret er i Wien.
I 1967 blev Österreichische Industrieverwaltungs-GmbH etableret for at centralisere administration og interesser i statsejede virksomheder. Den blev omdannet til Österreichische Industrieverwaltungs-AG i 1970.

## Investeringer
ÖBAG har aktier i:
- 31,50 % af olieselskabet OMV
- 28,42 % af Telekom Austria
- 52,85 % af Österreichische Post
- 33,20 % af Casinos Austria
- 32,53 % af APK Pensionskasse, en østrigsk pensionsfond
- 100 % af IMIB, et ejendoms- og industri holdingselskab
- 100 % af GKB Bergbau GmbH, et mine-holdingselskab
- 100 % af Finanzmarkt Beteiligungs AG (FIMBAG)[3]
- 100 % af Schoeller-Bleckmann stålvalseværk
- 100 % af Bundesimmobiliengesellschaft